# Lewie Coyle
Lewie Jacob Coyle (Kingston upon Hull, 15 ottobre 1995) è un calciatore inglese, difensore dell'Hull City, di cui è capitano.

## Carriera
Cresciuto nel settore giovanile del Leeds Utd, dopo un breve prestito all'Harrogate Town, in Conference North (sesta divisione inglese), tra ottobre e novembre 2014, il 27 dicembre 2015 esordisce in prima squadra, in occasione dell'incontro di Championship pareggiato per 1-1 contro il Nottingham Forest. Tra il 2015 ed il 2017 fa parte della rosa dei Whites, pur senza trovare grande spazio: in due stagioni gioca infatti in totale 15 partite di campionato; nell'estate del 2017 si trasferisce al Fleetwood Town, in terza divisione: qui, fin dalla sua prima stagione, inizia a giocare da titolare, e nell'arco delle tre stagioni che trascorre nel club totalizza complessivamente 117 presenze ed un gol in incontri di campionato (più un'ulteriore presenza nei play-off durante la stagione 2019-2020). Nell'estate del 2020 si trasferisce poi all'Hull City squadra della sua città, con cui nella stagione 2020-2021 vince il campionato di terza divisione, contribuendo al successo con 28 presenze; l'anno seguente gioca invece 23 partite in seconda divisione, restando poi in rosa con i Tigers anche per la stagione 2022-2023, disputata sempre in quest'ultima categoria, divenendo inoltre capitano della squadra.

## Statistiche

### Presenze e reti nei club
Statistiche aggiornate al 4 maggio 2024.
| Stagione              | Squadra               | Campionato            | Campionato | Campionato | Coppe nazionali | Coppe nazionali | Coppe nazionali | Coppe continentali | Coppe continentali | Coppe continentali | Altre coppe | Altre coppe | Altre coppe | Totale | Totale |
| Stagione              | Squadra               | Comp                  | Pres       | Reti       | Comp            | Pres            | Reti            | Comp               | Pres               | Reti               | Comp        | Pres        | Reti        | Pres   | Reti   |
| --------------------- | --------------------- | --------------------- | ---------- | ---------- | --------------- | --------------- | --------------- | ------------------ | ------------------ | ------------------ | ----------- | ----------- | ----------- | ------ | ------ |
| ott.-nov. 2014        | Harrogate Town        | CN                    | 2          | 0          | FACup           | 0               | 0               | -                  | -                  | -                  | FAT         | 0           | 0           | 2      | 0      |
| 2015-2016             | Leeds Utd             | FLC                   | 11         | 0          | FACup+CdL       | 2+0             | 0               | -                  | -                  | -                  | -           | -           | -           | 13     | 0      |
| 2016-2017             | Leeds Utd             | FLC                   | 4          | 0          | FACup+CdL       | 2+4             | 0               | -                  | -                  | -                  | -           | -           | -           | 10     | 0      |
| Totale Leeds Utd      | Totale Leeds Utd      | Totale Leeds Utd      | 15         | 0          |                 | 8               | 0               |                    | -                  | -                  |             | -           | -           | 23     | 0      |
| 2017-2018             | Fleetwood Town        | FL1                   | 42         | 0          | FACup+CdL       | 4+1             | 0               | -                  | -                  | -                  | FLT         | 1           | 0           | 48     | 0      |
| 2018-2019             | Fleetwood Town        | FL1                   | 41         | 0          | FACup+CdL       | 3+1             | 0               | -                  | -                  | -                  | FLT         | 0           | 0           | 45     | 0      |
| 2019-2020             | Fleetwood Town        | FL1                   | 34+1       | 1+0        | FACup+CdL       | 3+1             | 0               | -                  | -                  | -                  | FLT         | 3           | 0           | 42     | 1      |
| Totale Fleetwood Town | Totale Fleetwood Town | Totale Fleetwood Town | 117+1      | 1+0        |                 | 13              | 0               |                    | -                  | -                  |             | 4           | 0           | 135    | 1      |
| 2020-2021             | Hull City             | FL1                   | 28         | 0          | FACup+CdL       | 1+2             | 0               | -                  | -                  | -                  | FLT         | 3           | 1           | 34     | 1      |
| 2021-2022             | Hull City             | FLC                   | 23         | 1          | FACup+CdL       | 0               | 0               | -                  | -                  | -                  | -           | -           | -           | 23     | 1      |
| 2022-2023             | Hull City             | FLC                   | 41         | 0          | FACup+CdL       | 1+1             | 0               | -                  | -                  | -                  | -           | -           | -           | 43     | 0      |
| 2023-2024             | Hull City             | FLC                   | 40         | 1          | FACup+CdL       | 1+1             | 0               | -                  | -                  | -                  | -           | -           | -           | 42     | 1      |
| Totale Hull City      | Totale Hull City      | Totale Hull City      | 132        | 2          |                 | 7               | 0               |                    | -                  | -                  |             | 3           | 1           | 142    | 3      |
| Totale carriera       | Totale carriera       | Totale carriera       | 267        | 3          |                 | 28              | 0               |                    | -                  | -                  |             | 7           | 1           | 302    | 4      |

## Palmarès

### Club

#### Competizioni nazionali
- Football League One: 1

Hull City: 2020-2021